# Heinz Rothmund
Heinz Rothmund (* 10. Oktober 1928 in Erfurt; † 10. September 2009 ebenda) war ein deutscher Radrennfahrer.

## Karriere
Heinz Rothmund war 1950 Sieger der DDR-Meisterschaften im Bahnradsport im Sprint auf der Erfurter Radrennbahn Andreasried. Er startete für die Vereine Olympia Erfurt und BSG Lok Erfurt. Später war er Radsporttrainer.
Rothmund gehörte gemeinsam mit seinem Bruder Willi Rothmund zu den Publikumslieblingen auf der Erfurter Bahn. Willi Rothmund verunglückte 1950 bei einem gemeinsamen Rennen mit seinem Bruder in Erfurt tödlich.